# Tropidocarpum lanatum
Tropidocarpum lanatum là một loài thực vật có hoa trong họ Cải. Loài này được Al-Shehbaz & R.A. Price mô tả khoa học đầu tiên năm 2001.